# Partit Justícia Pròspera
El Partit Justícia Pròspera (en indonesi: Partai Keadilan Sejahtera, de vegades anomenat Partit de Justícia i Prosperitat), sovint abreujat com a PKS, és un partit polític indonesi, les polítiques del qual estan basades en els principis de l'islam.
El PKS és una metamorfosi del Partit Justícia (PK) fundat en 1998. Originalment, va estar influït pel moviment dels Germans Musulmans d'Egipte, i considerat com un partit islamista; els seus membres afirmen que l'islam ha de complir un paper clau en la vida pública. Actualment és considerat com un partit islàmic que s'ajusta a doctrina Pancasila i ja no considera la xaria com a objectiu principal.
En 2014, el partit va obtenir el 6,79% dels vots, quantitat inferior al 7,89% obtingut en 2009 i al 7,3% obtingut en 2004. El partit està dirigit actualment per Sohibul Iman.

## Història
El partit va ser fundat amb el nom de Partit Justícia el 20 de juliol de 1998, amb Nurmahmudi Ismail com el seu primer president. Posteriorment va ser reconstituït com Partit Justícia Pròspera l'abril de 2002, després que no aconseguissin obtenir el 2% del llindar electoral en les eleccions legislatives de 1999, fet necessari per disputar les eleccions de 2004. Durant les eleccions legislatives de 2004, el PKS va obtenir el 7,3% dels vots i va obtenir 45 de 550 escons, convertint-lo en el 7è partit més gran del parlament. Amb això va aconseguir augmentar en un 1,9% el suport popular en relació amb 1999. A més, el seu líder Hidayat Nur Wahid va ser triat portaveu de l'Assemblea Constituent Popular. El principal suport popular del PKS es troba als grans centres urbans, particularment Jakarta, on va obtenir la major quantitat d'escons en 2004. En les eleccions de 2009, el partit es va convertir en el 4t més gran, on la seva participació electoral va augmentar fins a un 7,88% i va obtenir 12 escons més.
El PKS és conegut per la seva oposició pública a la corrupció política; aquesta posició va ser reportada com un factor determinant per a l'augment de la seva popularitat i èxit en 2004. No obstant això, aquesta imatge ha estat criticada en els últims temps, ja que se sospiten diversos casos de presumpta corrupció entre els membres més importants del partit. El partit està estretament associat amb els ensenyaments islàmics, però, segons el seu lideratge, no promou la implementació obligatòria de la xaria, que requereix que els musulmans d'Indonèsia siguin lleials a la llei islàmica. Moltes de les seves campanyes es basen en ensenyaments religiosos conservadors, com la seva oposició a la venda de pornografia, i a l'exigència de càstigs severs per aquells que incompleixen les lleis antidrogues.
El partit ha estat associat amb els Germans Musulmans d'Egipte; molts dels seus fundadors van assistir a escoles relacionades a aquest moviment polític. L'organització realitza mítins per recolzar Hamàs en el seu conflicte amb Israel, i contra la influència dels Estats Units, tant a l'Orient Mitjà com a Indonèsia.
Després del tsunami de l'oceà Índic del 2004, el PKS va enviar voluntaris d'ajuda a Aceh, i han estat involucrats en altres projectes d'ajuda i reconstrucció.
A través dels anys, el partit ha experimentat una perllongada rivalitat interna, particularment entre corrents que poden ser identificats com a pragmàtics d'una banda, i idealistes per l'altra. La branca pragmàtica està composta per funcionaris més joves i amb educació seglar, mentre que els idealistes estan conformats per funcionaris d'edat madura, i amb formació en instituts de l'Orient Mitjà.
L'edició del 5 d'octubre de 2011 del noticier indonesi "Liputan 6 Petang" va informar que el sotssecretari general del PKS i parlamentari Fahri Hamzah havia expressat la idea de dissoldre la Comissió d'Erradicació de la Corrupció d'Indonèsia (Komisi Pemberantasan Korupsi o KPK). Segons el diari Kompas, el vicepresident de la Comissió de la 3a Cambra de Representants responsable per a assumptes legals, drets humans i seguretat Fahri Hamzah, va suggerir per primera vegada la dissolució del KPK en una reunió de consulta en la Càmera, el dilluns 3 d'octubre de 2011.

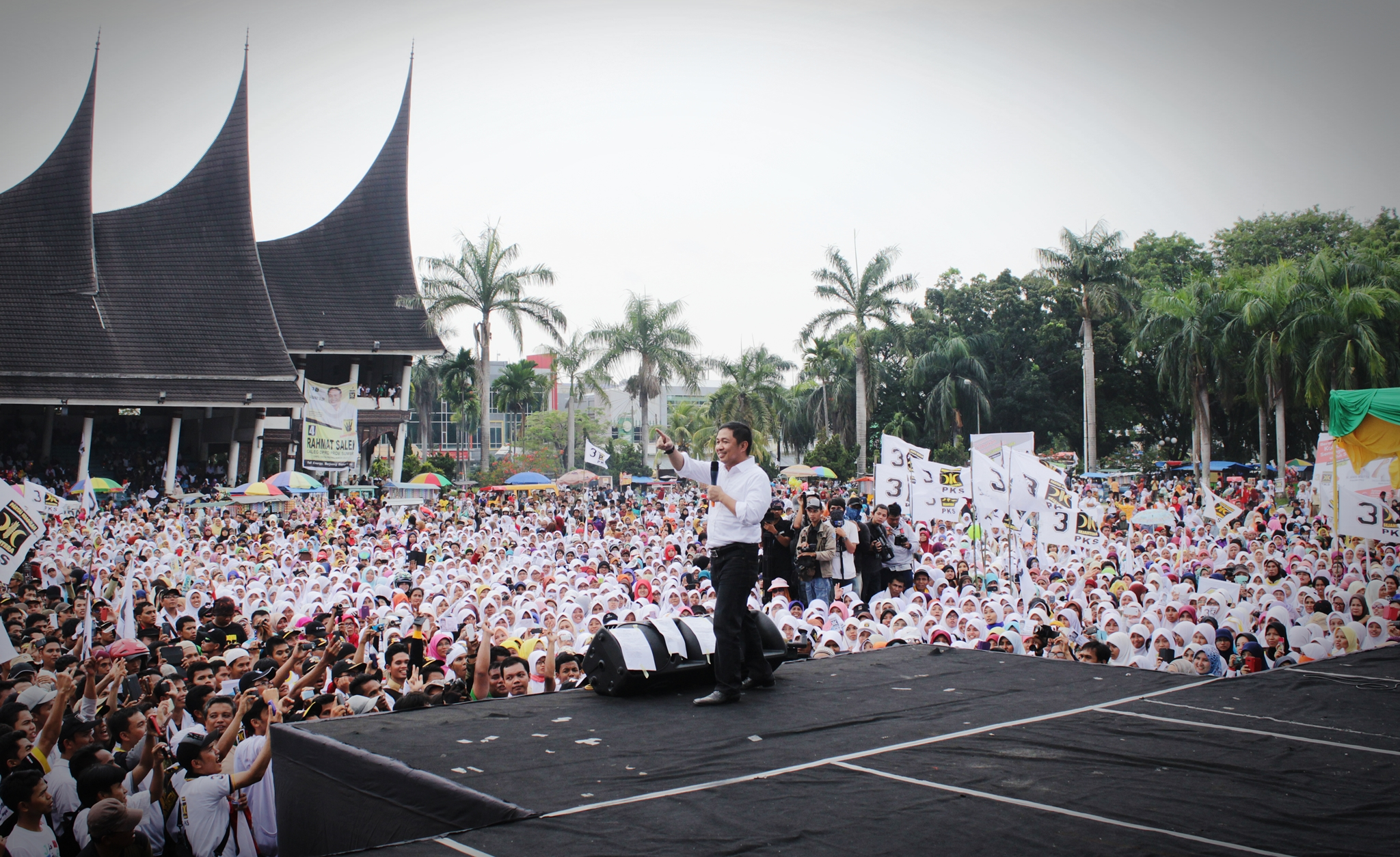
Anis Matta i militants del Partit Justícia Pròspera (PKS), durant un acte de campanya que va convocar 50 000 persones en una trobada prèvia a les eleccions legislatives del 9 d'abril a Padang. Sumatra Occidental

El partit va veure una successió ràpida de presidents del partit durant els anys 2010. En 2013, Lutfi Hasan Ishaaq va ser arrestat per la Comissió d'Erradicació de la Corrupció sobre un cas de corrupció; Anis Matta va ser triat per succeir-lo com a dirigent del partit; i finalment, Taufik Ridho va succeir Matta en el càrrec de secretari general. Taufik Ridho va morir per complicacions mèdiques el 6 de febrer de 2017, a l'edat de 52 anys.

## Plataforma del partit
La visió del partit és crear una societat civil justa, pròspera i digna.
La seva missió és:
1. Reformes pioneres al sistema polític, al govern i a la burocràcia, al sistema judicial i al militar, perquè estiguin compromesos amb l'enfortiment de la democràcia.
2. Abordar la pobresa, reduir l'atur i millorar la prosperitat de tots els elements de societat, a través d'una estratègia per igualar els ingressos, el creixement al valor afegit i el desenvolupament sostingut.
3. Avançar cap a una educació justa, brindant les màximes oportunitats possibles per a tots els ciutadans d'Indonèsia.[12]

## Resultats electorals

### Eleccions parlamentàries
| Elecció | Total d'Escons | Vots       | %     | Escons                                                         | Líde d'elecció     |
| ------- | -------------- | ---------- | ----- | -------------------------------------------------------------- | ------------------ |
| 1999    | 7 / 500        | 1 436 565  | 1,36% | 7 escons, Coalició governant (1999-2001); Oposició (2001-2004) | Nur Mahmudi Ismail |
| 2004    | 45 / 550       | 8 325 020  | 7,34% | 38 escons, Coalició governant                                  | Hidayat Nur Wahid  |
| 2009    | 57 / 560       | 8 204 946  | 7,88% | 12 escons, Coalició governant                                  | Tifatul Sembiring  |
| 2014    | 40 / 560       | 8 480 204  | 6,79% | 17 escons, Oposició                                            | Anis Matta         |
| 2019    | 50 / 575       | 11 493 663 | 8,21% | 10 escons, Oposició                                            | Sohibul Iman       |